# ディルハム

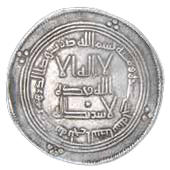
ウマイヤ朝のディルハム貨

ディルハム（dirham、アラビア文字：درهم）は、モロッコとアラブ首長国連邦 (UAE) で使用されている通貨単位。DH。
ディナールやリアルの補助通貨単位としても使用されている。
- モロッコ・ディルハム
- UAEディルハム (AED)

## 歴史
ディルハムというアラビア語は、サーサーン朝ペルシアで鋳造されたディレム銀貨に由来し、最終的にはアレキサンダー大王東征によって広まったギリシアの通貨ドラクマが起源である。
7世紀に成立したイスラーム教は、同世紀にイラン、シリア、エジプトなどを征服するが、旧サーサーン朝地域では従来のサーサーン朝のディレム銀貨、旧東ローマ帝国領（シリアやエジプトなど）では従来のノミスマ金貨が用いられていた。このうち、旧サーサーン朝地域で流通していた銀貨をディルハム銀貨と称する。
693年にはウマイヤ朝カリフ・アブドゥルマリクのもとで、イスラーム国家としての独自性をもったディルハム銀貨やディナール金貨が打刻され、8世紀半ばに成立したアッバース朝では、その領土の各地で銀貨や金貨が併用されるようになった。
また、銀の主な産地はマー・ワラー・アンナフル、アフガニスタン、東部ペルシャであった。10世紀から11世紀にかけて豊富な銀の産地を支配下に置いたサーマーン朝の対ガズナ朝交易により大量の銀がインドに流出したため、イスラーム世界では銀が不足して悪質なディルハム銀貨が出回ったものの、12世紀から13世紀には中央アジアから銀が供給され、ディルハム銀貨がディナール金貨に代わる主要な通貨となった。そして、モンゴル帝国のイルハン朝ではディルハムの4倍もの重さの銀貨が鋳造され、ディナール銀貨と呼ばれた。14世紀以降、エジプトやシリアでは銀貨は鋳造されなくなり、ファルス銅貨に代わっていった。